# Raniero Vanni d'Archirafi
Raniero Vanni d'Archirafi (Ginevra, 7 giugno 1931) è un diplomatico italiano a riposo. È stato commissario europeo per le riforme istituzionali nella commissione Delors III.

## Biografia
Si laureò in giurisprudenza presso l'Università degli Studi di Roma "La Sapienza".

### Carriera diplomatica
Entrò in carriera diplomatica nel 1956 all'interno del dipartimento politico della NATO. Prestò servizio alla rappresentanza permanente d'Italia presso la CEE e la CEEA a Bruxelles dal 1961 al 1966 e nel 1964 fu promosso primo segretario della delegazione. Nel 1966 venne destinato all'ambasciata italiana a Buenos Aires, dove rimase come primo segretario fino al 1969.
Nel 1969 tornò a Roma e si occupò del dipartimento affari economici del governo. Dal 1973 al 1979 prestò servizio all'ambasciata d'Italia a Madrid.
Dal 1980 al 1984 è stato capo di gabinetto del Ministro degli affari esteri Emilio Colombo.
Il 30 gennaio 1984 venne nominato ambasciatore italiano in Spagna e il 18 novembre 1987 in Germania federale.
Nel 1989 divenne direttore generale per gli affari economici del ministero degli esteri e nel 1991 direttore generale per gli affari politici.

### Commissario europeo
Nel 1993 venne indicato dal governo italiano come membro della Commissione europea, assieme ad Antonio Ruberti. Benché indipendente, era considerato vicino alla Democrazia Cristiana. Il governo italiano discusse a lungo se indicare Vanni d'Archirafi o Ruberti come vicepresidente della Commissione, optando infine per quest'ultimo. La nomina di Vanni d'Archirafi e Ruberti venne accolta piuttosto male dal presidente della Commissione Jacques Delors, che avrebbe preferito personaggi di maggiore spessore politico. Anche per questa ragione, gli vennero assegnati portafogli relativamente marginali, quali le questioni istituzionali, le imprese e il mercato interno.
Fece parte della Commissione Delors III, in carica dal gennaio 1993 al gennaio 1995, e non venne riconfermato al termine del mandato. Si occupò principalmente del completamento del mercato unico. Promosse una direttiva antitrust europea in materia di informazione, per evitare le concentrazioni editoriali ed i monopoli televisivi particolare e tutelare il pluralismo dell'informazione, armonizzando le norme in vigore nei singoli stati membri.

### Attività successive
Il 20 febbraio 1995 tornò a servire come ambasciatore d'Italia a Madrid, svolgendo l'incarico fino al 1998.
Operò a sostegno di diverse iniziative imprenditoriali italiane in Spagna. Ha fatto parte dei consigli di amministrazione di diverse società ed ha rappresentato in Spagna le imprese del gruppo Finmeccanica. Nel 2002 venne nominato presidente di RCS Iberica, l'azionista di maggioranza della società editrice di El Mundo.
Approvò iniziative del governo Zapatero, tra cui la legalizzazione dei matrimoni fra persone dello stesso sesso.

## Vita familiare
È padre del finanziere Francesco Vanni d'Archirafi e di Uberto Vanni d'Archirafi, già Console Generale d'Italia a Londra, poi consigliere diplomatico del Ministro dei Beni e delle Attività Culturali e del Turismo Massimo Bray, poi ambasciatore d'Italia in Portogallo.

## Onorificenze
Nel 1994 il gruppo del Partito Popolare Europeo gli assegnò la medaglia "Robert Schuman".